# 大崎市立宮沢小学校
大崎市立宮沢小学校（おおさきしりつ みやざわしょうがっこう）は宮城県大崎市にあった公立小学校である。

## 概要
旧古川市の北学区に位置した小学校である。

## 沿革
- 1873年（明治6年） - 開校[2]
- 1947年（昭和22年） - 宮沢村立宮沢小学校に改称
- 1954年（昭和29年） - 町村合併により、古川市立宮沢小学校に改称
- 2006年（平成18年） - 市町合併により、大崎市立宮沢小学校に改称
- 2021年（令和3年） 3月31日 - 児童数減少により、閉校。大崎市立古川北小学校に統合

## 通学区域
- 古川小林字 霞・川原・新霞・新南・南・南小林前・向川原・一本杉・北小林前・三反口・寺西・沢田（4-1，13） 古川小泉字 川原（102）、古川小林字 沢田（小林下区以外）・北小林前・狐壇・北・北ノ前・新西要害・新塚原・新谷地・新要害・新山橋・杉ノ下・塚原・天神前・西要害・灰塚・山橋・要害・新灰塚（81） 古川宮沢字 牛沼・塚原、古川宮沢字 下田・新田町・新三千刈・新下田・弁天浦・弁天前・新牛沼・荒町（16～40）・内林（宮沢中区以外）、古川宮沢字 荒町（41～）・内林（43）・裏馬田町・西舘・壱ノ沢・嶋ノ崎・馬場町浦・新荒町、古川宮沢字 一本杉・庚壇・金堀場・北原・新庚壇・舘ノ内・ 一本松（川熊北区以外）・古川川熊字 長者原（24，16-128）、古川桜ノ目字 飯塚・沢目・下釜・下川原・新飯塚・新下釜・新沢目・新高谷地・新又戸・高谷地・遠田江渕・二ツ谷・下り松（94）・飯塚江（23～27，44，45）・新下り松（67）、古川桜ノ目字 飯塚江（1～22，29）・下り松（桜ノ目下・北区以外）、新下り松（桜ノ目下区以外）・鹿島伝・新鹿島伝・新鹿島伝浦・原、古川桜ノ目字 下り松（81）・小原（74，75）・荒川・小谷地・新小谷地・新谷地・新札場・新又戸・千刈町・八反田・札場・又戸、古川川熊字 赤刈・川畑・小羽田・小原・新川畑・槻木・杉ノ崎・狐穴・鳥間・長清（12～25，127～） 古川桜ノ目字 小原（1，2）・新荒川、古川川熊字 長清（2～9，29～119）・雁追山・北迫・村市壇・長者原（宮沢北区以外） 古川宮沢字 一本松（30）[3]

## 進学先中学校
- 卒業生が公立中学校を選択する場合は、古川北中学校へ進学する[3]。

## 学校教育目標
ふるさとを愛し夢に向かって共にたくましく生きぬく児童の育成